# Una noche tormentosa
Una Noche Tormentosa (Japonés: あらしのよるに;  Hepburn: Arashi no Yoru Ni?), es una película animada japonesa del 2005 dirigida por Gisaburō Sugii que adapta el relato En una noche de tormenta escrito por Yuichi Kimura. Esta cinta fue nominada al Premio de la Academia Japonesa en la categoría Mejor Película de Animación del 2006.

## Argumento
Durante una noche de tormenta un cabro y un lobo se refugian en un granero abandonado. Sin la oportunidad de verse entablan conversación y se hacen amigos. Quedan de encontrarse nuevamente y es allí donde se dan cuenta de sus dispares naturalezas. A pesar de esta contradicción deciden mantener su amistad por encima de los prejuicios.

## Personajes
- Gabu, un lobo del Valle Bakubaku.
- Mei, una cabra de Montañas Sawasawa.
- Giro, el líder de los lobos del Valle Bakubaku.
- Barry, un lobo rojo, segundo al mando.
- Beach y Zack, un par de lobos gemelos.
- Tap (conocido como Tapper en el doblaje no official de inglés), una cabra regordeta, actúa como el hermano mayor de Mei.
- Mii (conocida como Mina en el doblaje no official de inglés), es una cabara color rosa, amiga de Mei; no aparece en los libros.
- Cabra Mayor, el líder de las cabras de las Montañas Sawasawa.
- Mamá de Mei, salvó a Mei de un grupo de lobos cuando él era muy pequeño, ella mordió y mutiló la oreja de Giro; aunque es mencionada no aparece en los libros.
- Abuela de Mei, crio a Mei después de que su madre muriera; no aparece en los libros.

## Doblaje
| Personaje       |                    |
| Personaje       | Seiyū              |
| --------------- | ------------------ |
| Mei             | Hiroki Narimiya    |
| Elder goat      | Eiji Bandō         |
| Granmother goat | Kaba-chan          |
| Barry           | Kōichi Yamadera    |
| Gabu            | Nakamura Shidō II  |
| Mii             | Maya Kobayashi     |
| Giro            | Riki Takeuchi      |
| Tap             | Hayashiya Shōzō IX |
| Gari            | Yasuyuki Kase      |
| Moro            | Masamitsu Morita   |
| Kama            | Mitsuaki Hoshino   |
| Toro            | Akimitsu Takase    |
| Zack            | Yoshiyuki Hirai    |
| Beach           | Tetsuya Yanagihara |